# محبة النحاس محتملة المعدن
محبة النحاس محتملة المعدن (الاسم العلمي: Cupriavidus metallidurans) هي نوع من البكتيريا، سلبية الغرام، تتبع جنس محبة النحاس.